# Bistum Pyay
Das Bistum Pyay (lat.: Dioecesis Pyayensis) ist eine in Myanmar gelegene römisch-katholische Diözese mit Sitz in Pyay. 

## Geschichte
Papst Pius XII. gründete die Apostolische Präfektur Akyab  am 9. Juli 1940 aus Gebietsabtretungen des Bistums Chittagong. Am 19. September 1957 nahm sie den Namen Apostolische Präfektur Prome an.
Mit der Apostolischen Konstitution Cum in iis wurde sie am 21. Februar 1961 in den Rang eines Bistums erhoben, das dem Erzbistum Rangoon als Suffraganbistum unterstellt wurde. Am 8. Oktober 1991 nahm das Bistum seinen heutigen Namen an.

## Ordinarien

### Apostolischer Präfekt von Akyab
- Thomas Albert Newman MS (12. Juli 1940–19. September 1957)

### Apostolischer Präfekt von Prome
- Thomas Albert Newman MS (19. September 1957–21. Februar 1961)

### Bischöfe von Prome
- Thomas Albert Newman MS (21. Februar 1961–2. Oktober 1975)
- Joseph Devellerez Thaung Shwe (2. Oktober 1975–8. Oktober 1991)

### Bischöfe von  Pyay
- Joseph Devellerez Thaung Shwe (8. Oktober 1991–3. Dezember 2010)
- Alexander Pyone Cho (3. Dezember 2010–3. Dezember 2024)
- Peter Tin Wai (seit 3. Dezember 2024)

## Statistik
| Jahr | Bevölkerung | Bevölkerung | Bevölkerung | Priester     | Priester         | Priester       | Priester               | Ständige Diakone | Ordensleute  | Ordensleute      | Pfarreien |
| Jahr | Katholiken  | Einwohner   | %           | Gesamtanzahl | Diözesanpriester | Ordenspriester | Katholiken je Priester | Ständige Diakone | Ordensbrüder | Ordensschwestern | Pfarreien |
| ---- | ----------- | ----------- | ----------- | ------------ | ---------------- | -------------- | ---------------------- | ---------------- | ------------ | ---------------- | --------- |
| 1950 | 3.319       | 1.200.828   | 0,3         | 13           |                  | 13             | 255                    |                  |              | 6                | 6         |
| 1970 | 8.990       | 1.750.000   | 0,5         | 9            | 1                | 8              | 998                    |                  | 8            | 14               | 4         |
| 1980 | 12.373      | 3.200.000   | 0,4         | 8            | 8                |                | 1.546                  |                  | 3            | 45               | 13        |
| 1990 | 17.500      | 5.930.000   | 0,3         | 17           | 17               |                | 1.029                  |                  | 4            | 59               | 20        |
| 2000 | 22.900      | 8.500.000   | 0,3         | 26           | 26               |                | 880                    |                  | 2            | 69               | 20        |
| 2004 | 24.300      | 9.028.000   | 0,3         | 25           | 25               |                | 972                    |                  | 2            | 74               | 20        |
| 2021 | 24.300      | 9.028.000   | 0,4         | 43           | 43               |                | 624                    |                  |              | 87               | 22        |